# Municipio de Ödeshög
Ödeshög (en sueco: Ödeshögs kommun) es un municipio en la provincia de Östergötland, al sureste de Suecia. Su sede se encuentra en la ciudad de Ödeshög. El municipio actual se formó en 1952 por la fusión de Ödeshög con Stora Aby y otros municipios rurales circundantes. En 1969 se incorporó Alvastra.

## Localidades
Hay dos áreas urbanas (tätort) en el municipio:
| # | Tätort     | Población |
| - | ---------- | --------- |
| 1 | Ödeshög    | 2672      |
| 2 | Hästholmen | 322       |